# Amy Grabow
Amy Grabow est une actrice américaine née le 18 décembre 1979 à Huntington Beach, Californie (États-Unis).

## Biographie
Elle a grandi à Huntington Beach en Californie. Elle étudie à l'Academie for the Performing Art. Elle débute à la télévision dans les séries Charmed et Monk.

## Filmographie
- 1998 : Sauvés par le gong : La Nouvelle Classe, Carolyn
- 2001 : Totally Blonde, Blonde
- 2004 : Charmed
- 2004 : Monk
- 2004 : Hôpital central
- 2005 : Preuve à l'appui
- 2005 : Supernatural
- 2006 : Toute une vie à s'aimer
- 2009 : The Divided
- 2009 : In the Motherhood
- 2010 : Tout va bien ! The Kids Are All Right
- 2010 : Lettres à un soldat
- 2021 : American Horror Stories : Tipper Gore (saison 1, épisode 3)